# Rajon (Punyab)
Rahon es una ciudad de la India en el distrito de Shahid Bhagat Singh Nagar, dentro del Estado de Panyab.

## Geografía
Se encuentra a una altitud de 263 m s. n. m. a 88 km de la capital estatal, Chandigarh, en la zona horaria UTC +5:30.

## Demografía
Según estimación 2010 contaba con una población de 13 132 habitantes.